# Leones de Santo Domingo
O Leones de Santo Domingo é um clube profissional de basquetebol situada na cidade de Santo Domingo, Distrito Nacional, República Dominicana que disputa atualmente a LNB. Manda seus jogos no Centro Olímpico Juan Pablo Duarte com 4.500 espectadores de capacidade.

## Títulos

### Liga Nacional de Baloncesto
- - Campeão (2x):2011 e 2016
  - Finalista (2x):2005 e 2007